# 인가공장
인가공장 또는 인증공장은 학위남발학교에 학력인가를 남발하는 기관이다. 부실하게 인가를 내주면 인가기관 인증이 취소될 수 있다.
인증 공장은 인증 기관으로 운영하기 위해 정부 권한이나 주류 학계의 인정없이 고등 교육 기관에 교육 인증을 수여한다고 주장하는 조직이다. 용어에 함축되어 있는 것은 "공장"이 그러한 인증에 대해 낮은 기준(또는 기준이 없음)을 가지고 있다는 가정이다. 인증 공장은 졸업장 공장과 매우 유사하며 많은 경우에 졸업장 공장과 밀접한 관련이 있다. 이들이 제공하는 "인증"은 법적 또는 학문적 가치가 없지만 학생들을 유치하는 데 도움이 되는 수료증 밀 마케팅에 사용된다.
일부 기관은 기준이 낮은 독립 단체로부터 인증을 받는다. 다른 경우에는 기관이 독립된 것처럼 보이는 자체 인증 위원회를 구성한 다음 스스로 인증한다. 이것은 외부 단체가 학교에서 제공되는 교육을 승인한 것처럼 비쳐진다.
많은 국가에서 인증은 정부 기능으로 되어있다. 미국에서 정부는 일반적으로 교육 기관을 인증하지 않지만 연방 교육 당국은 고등 교육 기관의 기관 인증을 위해 약 18개의 민간 인증 기관을 인정하고 특정 교육 프로그램의 인증을 위해 60개 이상의 기타 민간 기관을 인정한다. 표준은 조직마다 다르지만 고등 교육 인증 위원회(CHEA)(비정부 조직) 또는 미국 교육부의 승인 없이는 독립 단체의 주장은 학계에서 가치가 없다.

## 같이 보기
- 비인가 대학